# Comarca de Itabaiana
A Comarca de Itabaiana é uma comarca de segunda entrância com sede no município de Itabaiana, no estado da Paraíba, Brasil.
São termos da Comarca de Itabaiana, os municípios de Juripiranga, Mogeiro e Salgado de São Félix.
No ano de 2016, o número de eleitores inscritos na referida comarca foi de 56 789.